# 満友敬司
満友 敬司  (みつとも けいじ、生没年不詳) は、日本の映画監督兼脚本家である。